# Rue Jean-Jaurès (Levallois-Perret)
Pour les articles homonymes, voir Rue Jean-Jaurès.
La rue Jean-Jaurès est une voie de la commune française de Levallois-Perret.

## Situation et accès

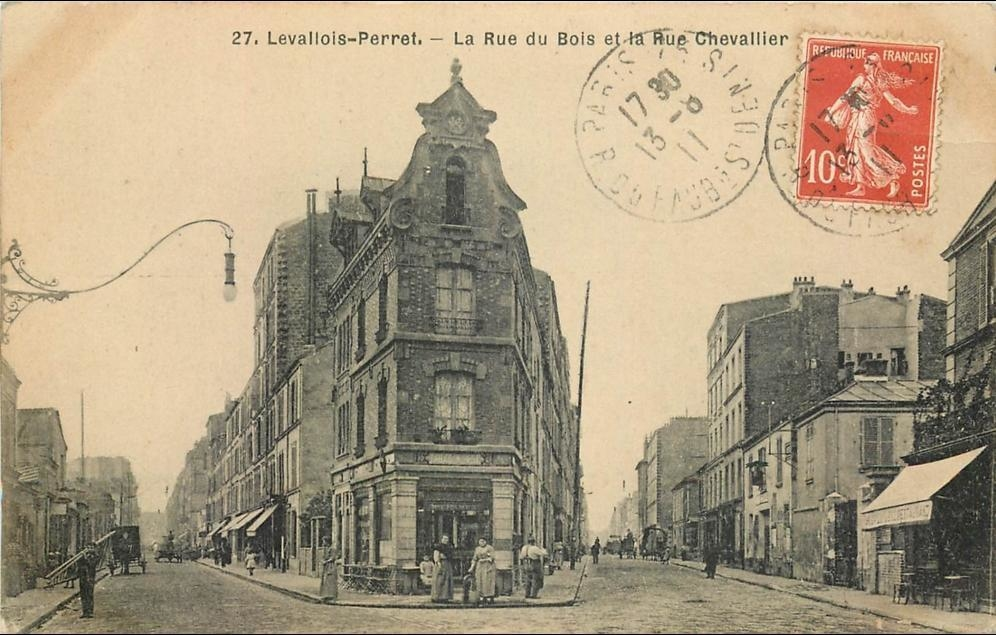
Rue du Bois et rue Chevallier, aujourd'hui rue Louis-Rouquier.

Partant du côté sud, près de Paris, au croisement de la rue Gabriel-Péri et de la rue Jacques-Ibert, elle traverse tout d'abord le carrefour de la rue du Président-Wilson, et passe au nord du parc Gustave-Eiffel, formant le point de départ de la rue Louis-Blanc, représentée sur la série photographique de 1971 6 mètres avant Paris.
Elle traverse ensuite la rue Jules-Guesde, puis longe le parc Youri-Gagarine puis forme le départ de la rue Louis-Rouquier.
Elle croise ensuite la rue Victor-Hugo (route départementale 909) avant de terminer sa course à la gare de Clichy - Levallois, qui est sa desserte principale.

## Origine du nom
Elle rend hommage à Jean Jaurès (1859-1914), homme politique socialiste français.

## Historique
Cette rue, sous son ancien nom « rue du Bois », est déjà visible sur la carte des Chasses du Roi de 1764 avant de prendre sa dénomination actuelle en août 1914.
C'est à l’angle de cette rue et de la rue du Président-Wilson que Nicolas Levallois y installa son bureau pour réaliser les premières ventes de lots de la ville.
La rue Jean-Jaurès fut considérablement raccourcie lors des travaux du boulevard périphérique, celle-ci traversait en effet antérieurement l'espace occupé de nos jours par l'Espace Champerret et franchissait le boulevard Bineau pour aboutir sur l'actuelle avenue de la Porte-de-Villiers, à hauteur du stade Paul-Faber.

## Bâtiments remarquables et lieux de mémoire
- Square Trébois, au sud de la rue éponyme.
- Parc Gustave-Eiffel.